# Миленькие штучки
«Миленькие штучки» (фр. Les Jolies Choses) — французский драматический фильм 2001 года, режиссёра Жиля Паке-Бреннера, с Марион Котийяр в главной роли. Картина представляет собой адаптацию одноимённого романа (1998) французской писательницы Виржини Депант (Virginie Despentes).

## Сюжет
У сестёр-близнецов Мари и Люси (двойная роль Марион Котийяр) кроме внешнего сходства нет ничего общего: ни способностей, ни характера, ни отношения к жизни. Люси мечтает записать свой диск и упрямо идет к цели, не имея хорошего голоса. А её дружок Николя (Стоми Багси) не верит в её талант. Мари приходит на помощь своей сестре. Она предлагает петь вместо Люси…

## В ролях
- Марион Котийяр — Мари / Люси
- Стоми Багси — Николя
- Патрик Брюэль — Жак
- Титофф — Себастьян
- Офелия Винтер — Джессика
- Тони Амони — Стив
- Матье Тубуль — Мартен

## Награды и номинации
- Награда лучшему французскому сценаристу (Жиль Паке-Бреннер) на кинофестивале в Довиле (2001)
- Номинация на премию «Сезар» (2002) в категории «Самая многообещающая актриса» (Марион Котийяр)